# جایزه بزرگ موناکو ۲۰۱۵
جایزه بزرگ موناکو ۲۰۱۵ (انگلیسی: ‎2015 Monaco Grand Prix‎) یک مسابقهٔ موتوری در رشتهٔ اتومبیل‌رانی فرمول یک بود که در تاریخ ۲۴ مهٔ ۲۰۱۵ در پیست موناکو واقع در مونت‌کارلو، موناکو برگزار شد. این گراند پری در میان ۱۹ گراند پری در فصل ۲۰۱۵، مسابقهٔ شمارهٔ ۶ بود.
در این مسابقه که در ۷۸ دور و به مسافت ۲۶۰٫۲۸۶ کیلومتر (۱۶۱٫۷۳۴ مایل) برگزار شد، پول پوزیشن توسط لوئیز همیلتون کسب شد و سریع‌ترین زمان برای طی یک دور پیست که برابر با ۱:۱۸٫۰۶۳ بود نیز توسط دنیل ریکاردو به ثبت رسید.
نیکو رزبرگ از تیم مرسدس، سباستیان فتل از تیم فراری و لوئیز همیلتون از تیم مرسدس به‌ترتیب مقام‌های اول تا سوم مسابقه را کسب کردند.

## رده‌بندی قهرمانی پس از مسابقه
|       | جایگاه | راننده        | امتیاز |
| ----- | ------ | ------------- | ------ |
|       | ۱      | لوئیز همیلتون | ۱۲۶    |
|       | ۲      | نیکو رزبرگ    | ۱۱۶    |
|       | ۳      | سباستیان فتل  | ۹۸     |
|       | ۴      | کیمی رایکونن  | ۶۰     |
|       | ۵      | والتری بوتاس  | ۴۲     |
| منبع: |        |               |        |

|       | جایگاه | سازنده            | امتیاز |
| ----- | ------ | ----------------- | ------ |
|       | ۱      | مرسدس             | ۲۴۲    |
|       | ۲      | فراری             | ۱۵۸    |
|       | ۳      | ویلیامز-مرسدس     | ۸۱     |
|       | ۴      | رد بول ریسینگ-رنو | ۵۲     |
|       | ۵      | سائوبر-فراری      | ۲۱     |
| منبع: |        |                   |        |

یادداشت
- تنها پنج جایگاه نخست از هر رده‌بندی نمایش داده شده‌است.